# Charltona desistalis
Charltona desistalis là một loài bướm đêm trong họ Crambidae.